# 과학사랑희망키움
과학사랑희망키움은 전시·연구·교육 등 사업을 통한 공·사립과학관의 역할 확충과 발전에 노력하며, 과학의 대중화 및 생활화 확산을 목적으로 2010년 6월 11일 설립허가된 대한민국 미래창조과학부 소관의 사단법인이다. 사무실은 경기도 과천시 과천동 706번지, 국립과천과학관 3층에 있다.